# Table des caractères Unicode/U10600
Cette page contient des caractères spéciaux ou non latins. S’ils s’affichent mal (▯, ?, etc.), consultez la page d’aide Unicode.
Table des caractères Unicode U+10600 à U+1077F.

## Linéaire A
Caractères utilisés pour l’écriture avec le Linéaire A.

### Table des caractères
| U+10730 | 𐜰 | 𐜱 | 𐜲 | 𐜳 | 𐜴 | 𐜵 | 𐜶 |   |   |   |   |   |   |   |   |   |  |  |  |
| U+10740 | 𐝀 | 𐝁 | 𐝂 | 𐝃 | 𐝄 | 𐝅 | 𐝆 | 𐝇 | 𐝈 | 𐝉 | 𐝊 | 𐝋 | 𐝌 | 𐝍 | 𐝎 | 𐝏 |  |  |  |
| U+10750 | 𐝐 | 𐝑 | 𐝒 | 𐝓 | 𐝔 | 𐝕 |   |   |   |   |   |   |   |   |   |   |  |  |  |
| U+10760 | 𐝠 | 𐝡 | 𐝢 | 𐝣 | 𐝤 | 𐝥 | 𐝦 | 𐝧 |   |   |   |   |   |   |   |   |  |  |  |
| U+10770 |   |   |   |   |   |   |   |   |   |   |   |   |   |   |   |   |  |  |  |